# San Blas, Michoacán de Ocampo
San Blas är en ort i Mexiko.   Den ligger i kommunen Lázaro Cárdenas och delstaten Michoacán de Ocampo, i den södra delen av landet, 400 km väster om huvudstaden Mexico City. San Blas ligger 31 meter över havet och antalet invånare är 237.
Terrängen runt San Blas är platt åt sydost, men åt nordväst är den kuperad. Terrängen runt San Blas sluttar söderut. Runt San Blas är det ganska tätbefolkat, med 134 invånare per kvadratkilometer. Närmaste större samhälle är Lázaro Cárdenas, 4,7 km sydost om San Blas. Omgivningarna runt San Blas är en mosaik av jordbruksmark och naturlig växtlighet.